# Mine de Bogdanka
La mine de Bogdanka est une mine souterraine de charbon située en Pologne.
En 2012, elle détient le record du monde de production de charbon.
En 2019, la société Enea décide de construire une centrale solaire photovoltaïque de 30 MW à proximité de la mine pour ses besoins énergétiques.